# Eerste Slag om Capua
De Eerste Slag om Capua was in 212 v.Chr. tussen Hannibal en een Romeins leger. Het Romeinse leger werd geleid door twee consuls, Quintus Fulvius Flaccus en Appius Claudius Pulcher. Het Romeinse leger werd verslagen, maar kon ontsnappen.

## Geschiedenis
Capua, destijds de belangrijkste stad van de regio Campania, koos na de Slag bij Cannae de kant van Hannibal, waarop die in 215 v.Chr. de winter daar doorbracht. De Romeinen zouden geen serieuze poging ondernemen om Capua te heroveren vóór het jaar 213/212 v.Chr., toen een Romeinse leger zijn kamp dicht bij Capua opsloeg. Capua vroeg Hannibal toen om hulp. Hannibal trok vanaf Bruttinum noordwaarts op en verzamelde daar proviand voor Capua. De Capuaanse autoriteiten waren echter te laat met het regelen van wagens voor het vervoeren van het proviand. Voordat ze dit geregeld hadden, vielen de Romeinen Hannibals kamp aan terwijl Hannibals mensen bezig waren en de Romeinen veroverden het kamp na enkele pogingen. Hannibal ging terug naar Bruttinum en de Romeinen waren de heersers van het gebied.

## Het gevecht
De Numidiërs, de Afrikaanse bondgenoten van de Carthagers, vielen samen met de Capuaanse cavalerie het Romeinse kamp aan en veroorzaakten een ravage. De Romeinen wachtten op Gracchus om hen te herbewapenen. Voordat Gracchus arriveerde vertrok Hannibal naar Campania en plaatste hij zijn kamp op de berg Tifata. De volgende dag lokte hij een veldslag met de Romeinen uit. Deze veldslag bleef lange tijd onbeslist. Toen de Romeinse legers echter een stofwolk uit het zuiden zagen komen vluchtten zij. Het stof kwam echter van een cavalerieleger, geleid door Gracchus om de Romeinen nieuwe soldaten te leveren.

## Gevolgen
De Romeinen vluchtten en liepen daardoor de overwinning mis bij Capua. Hannibal ging naar het zuiden en versloeg de Romeinen onder leiding van Marcus Centenius Penula in de slag bij de Silarus. De Romeinen zouden opnieuw Capua belegeren nadat Hannibal daar weer weg was.